# The Young Pope
The Young Pope és una sèrie de televisió creada i dirigida per Paolo Sorrentino per a les cadenes de televisió Sky Atlantic, HBO i Canal+. Els protagonistes de la sèrie són Jude Law en el paper del Papa Pius XIII i Diane Keaton com a Germana Mary, la seva mà dreta. És una coproducció de Wildside, Haut et Court TV i Mediapro. Aquesta sèrie no ha estat traduïda al català.
El 3 de setembre de 2016 es van projectar els dos primers episodis a la 73a Mostra Internacional de Cinema de Venècia sense que participés al concurs, era la primera vegada que una producció de televisió formava part del programa de la mostra. L'estrena a televisió va ser el 21 d'octubre de 2016 a la cadena italiana Sky Atlantic. Tot i que en principi només s'havia plantejat una temporada, el 20 d'octubre de 2016, el productor de Wildside Lorenzo Mieli va anunciar que la segona temporada ja estava en desenvolupament. Més tard es va revelar que la producció era una minisèrie anomenada The New Pope, en la qual Jude Law reprenia el paper de Pius XIII i s'hi afegia John Malkovich com a coprotagonista. La producció d'aquesta minisèrie va començar a finals de 2018.

## Argument
Lenny Belardo, un jove cardenal, esdevé papa, el màxim representant de l'Església Catòlica, després que les maquinacions per esdevenir papa dels seus rivals fallin estrepitosament. Pren el nom de Pius XIII i comença a enfrontar-se a les tradicions i pràctiques del Vaticà. Posa la Germana Mary, una monja que l'havia cuidat en un orfenat, com a la seva consellera en cap. En Lenny porta l'Església en una direcció més conservadora, mentre persegueix el desig d'enfrontar-se al seus pares, que el van abandonar quan era petit. A causa d'aquestes decisions crearà aldarulls dins i fora del Vaticà.

## Repartiment
- Jude Law com a Pius XIII (Lenny Belardo), el nou Papa i abans Arquebisbe de Nova York.
- Diane Keaton com a Germana Mary, una monja estatunidenca, que va cuidar en Belardo i en Dussolier quan eren petits a l'orfenat. Ha ajudat en Lenny durant tota la seva carrera i és la secretària del nou Papa.
- Silvio Orlando com a Cardenal Angelo Voiello, Camarlenc i Cardenal Secretari d'Estat.
- Javier Cámara com a Monsenyor (i més tard Cardenal) Bernardo Gutíerrez, Mestre de Cerimonies de la Santa Seu.
- Scott Shepherd com a Cardenal Andrew Dussolier, un missioner, gran amic d'en Lenny i també orfe.
- Cécile de France com a Sofia, l'encarregada de màrqueting de la Santa Seu.
- Ludivine Sagnier com a Esther, la dona d'un dels membres de la Guàrdia Suïssa.
- Toni Bertorelli com a Cardenal Caltanissetta, un dels vells mestres de la política vaticana més poderosos i amb uns motius inescrutables.
- James Cromwell com a Cardenal Michael Spencer, l'antic Arquebisbe de Nova York i el mentor d'en Lenny.